# Sergej Prokop'ev
Sergej Valer'evič Prokop'ev (in russo: Сергей Валерьевич Прокопьев; Ekaterinburg, 19 febbraio 1975) è un cosmonauta russo.
Ha preso parte alla missione spaziale Sojuz MS-09 per le Expedition 56/57 (2018). Il 21 settembre 2022 partì per la missione di lunga durata Sojuz MS-22 (Expedition 68), poi estesa di ulteriori sei mesi (Expedition 69) a causa dell'incidente della Sojuz MS-22; è tornato sulla Terra il 27 settembre 2023 a bordo della Sojuz MS-23.

## Biografia

### Carriera militare
Dal 1992 ha frequentato l'Accademia militare aeronautica M.M. Raskova di Tambov ma dopo la sua chiusura nel 1995 si è trasferito all'Accademia militare aeronautica di Balašov dove si laureò nel 1997. Dopo la laurea fino al 2007 ha preso servizio nelle forze armate come assistente comandante navale nelle città di Orsk, Rjazan' e Vozdviženka e durante questo periodo ha inoltre conseguito una laurea in economia all'Università agraria di Mičurinsk. Dal 2007 al 2010 è stato comandante di diverse unità aeronautiche presso le basi aeree Šajkovka nell'Oblast' di Kaluga e Engels nell'Oblast' di Saratov pilotando gli aerei Tu-22M3 e Tu-160. Il 9 maggio 2010 per le celebrazioni della Giornata della vittoria ha preso parte alla parata militare volando con un Tu-160 sopra la Piazza Rossa. Ad agosto 2012 si è ritirato dalle forze armate russe con il grado di Maggiore. Durante la carriera militare ha pilotato gli aerei Yak-52, L-39, Tu-134, Tu-22M3, Tu-160 accumulando più di 850 ore di volo ed eseguendo 45 salti con il paracadute.

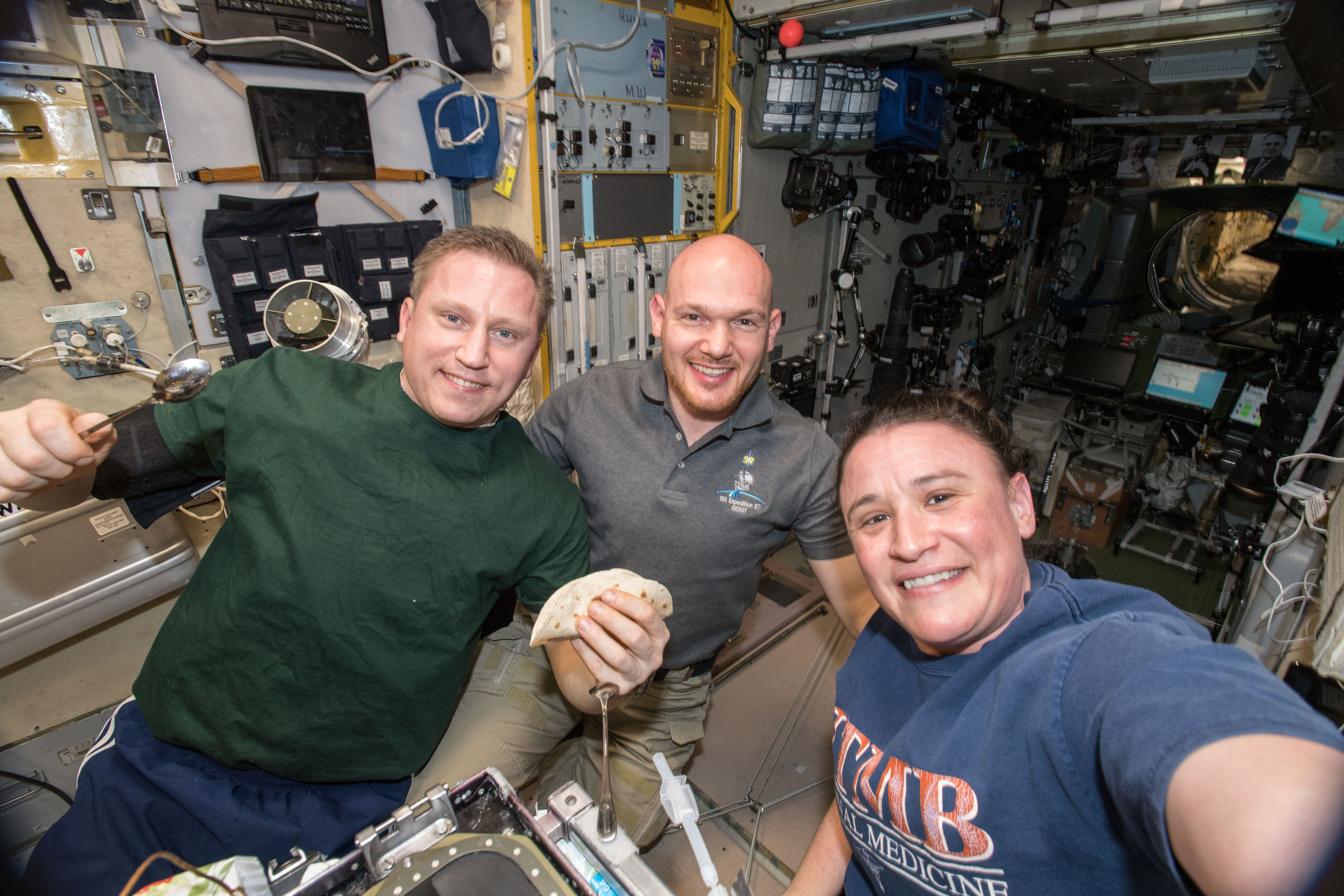
L'equipaggio della Sojuz MS-09 in Zvezda

### Carriera come cosmonauta
Il 12 ottobre 2010 è stato selezionato come candidato cosmonauta del gruppo TsPK-15 di Roscosmos. Il 1º febbraio 2011 ha iniziato l'addestramento di due anni al Centro di addestramento cosmonauti Jurij Gagarin durante il quale ha imparato principalmente i sistemi della navicella Sojuz e del segmento russo della ISS, ad eseguire le attività extraveicolari (EVA) e ha partecipato ad addestramenti di sopravvivenza in acqua, in inverno e nel deserto. Il 22 giugno è stato assegnato da Roscosmos come membro dell'equipaggio di riserva della Sojuz TMA-18M nel ruolo di ingegnere di volo 2 per una missione di 10 giorni a bordo della ISS. All'inizio del 2016 è stato assegnato come membro dell'equipaggio principale della Sojuz MS-08 insieme a Oleg Artem'ev e Andrew Feustel. I membri dell'equipaggio della Sojuz MS-08 hanno svolto l'addestramento di sopravvivenza a seguito di un atterraggio in acqua simulato nella prima metà di luglio 2016 e l'addestramento invernale dal 7 al 9 febbraio 2017. Il 21 aprile 2017 Roscosmos ha trasferito Prokop'ev dalla Sojuz MS-08 alla Sojuz MS-09, dopo aver deciso di diminuire il numero dei propri cosmonauti presenti sulla ISS. Il 28 e 29 novembre 2017 Prokop'ev insieme ai membri della Sojuz MS-09 (Alexander Gerst e Jeanette Epps) ha superato gli esami finali sul segmento russo della ISS e sulla Sojuz come equipaggio di riserva della Sojuz MS-07. Epps è stata successivamente sostituita con Serena Auñón-Chancellor come ingegnere di volo 2. Nell'inizio del 2022 è stato comandante dell'equipaggio di riserva della Sojuz MS-21.

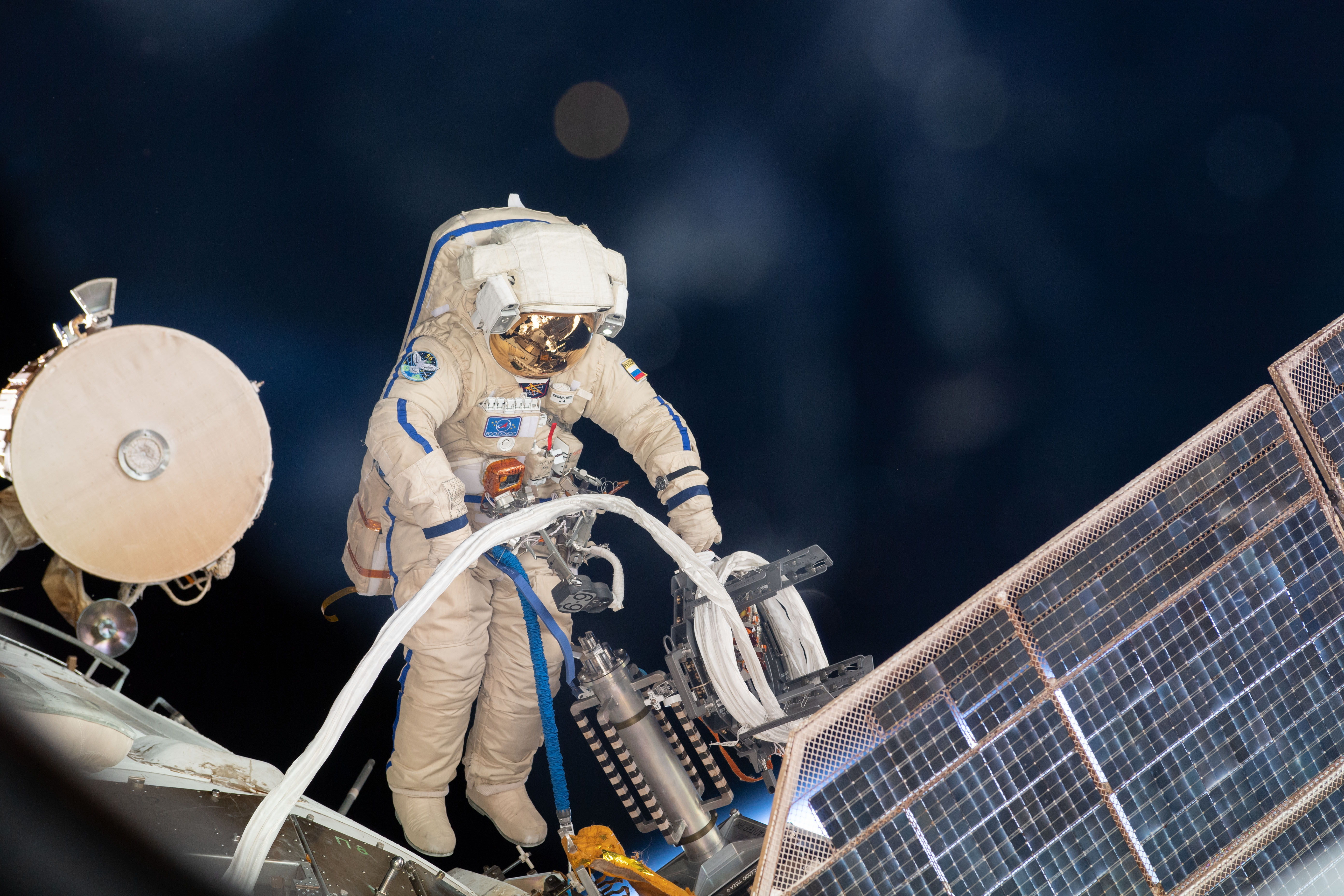
Prokop'ev durante l'EVA del 15 agosto

#### Sojuz MS-09 (Expedition 56/57)
Il 6 giugno 2018 è partito per la sua prima missione spaziale a bordo della Sojuz MS-09 verso la ISS durante le Expedition 56/57. Il 15 agosto 2018 ha svolto un'attività extraveicolare con Oleg Artem'ev per rilasciare quattro cubesat e l'installazione dell'esperimento Icarus. Il 30 agosto si occupato di installare del sigillante nel foro del modulo orbitale della Sojuz MS-09 di cui era comandante per arrestare la depressurizzazione in corso. Durante l'Expedition 57, l'11 dicembre 2018 con il cosmonauta Oleg Kononenko ha svolto un'altra EVA di 7h e 45m per analizzare la superficie esterna della Sojuz in corrispondenza del foro e prelevare dei campioni da far analizzare dai tecnici a Terra. Il 20 dicembre è atterrato nelle steppe del Kazakistan, concludendo la sua prima missione nello spazio.

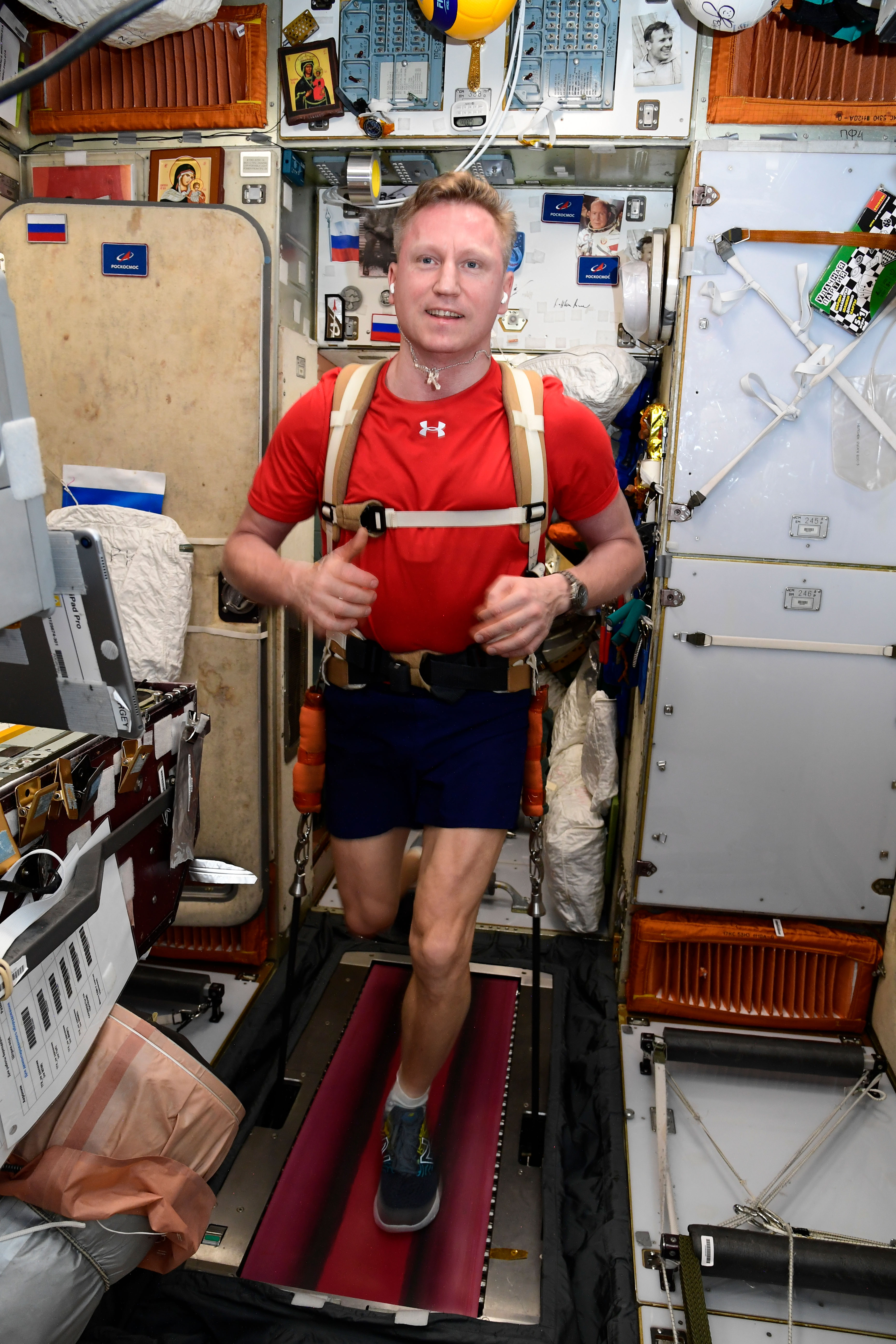
Prokop'ev fa attività fisica nel tapis roulant di Zvezda

#### Sojuz MS-22/Sojuz MS-23 (Expedition 67/68/69)
Nel 2021 fu assegnato come comandante della missione Sojuz MS-22 prevista per il 2022. Il 21 settembre 2022 venne lanciato a bordo della Sojuz MS-22 insieme agli ingegneri di volo Dmitrij Petelin e Francisco Rubio per prendere parte alla missione di lunga durata Expedition 67/68 a bordo della ISS. Tre ore dopo il lancio, la Sojuz MS-22 attraccò in modalità automatica al boccaporto Rassvet del Segmento orbitale russo. Il 14 ottobre 2022 gli venne passato il comando della Stazione spaziale internazionale dall'astronauta italiana Samantha Cristoforetti e lo mantenne per tutta la durata dell'Expedition 68. Il 15 dicembre, mentre si stava preparando per effettuare un'attività extraveicolare insieme a Petelin, il Centro di controllo missione di Roscosmos rilevò un abbassamento di pressione nel circuito di raffreddamento della Sojuz MS-22 coerente con una perdita che portò all'annullamento dell'EVA; i cosmonauti osservarono una perdita di liquido refrigerante proveniente dal modulo di servizio della Sojuz. Nei giorni successivi Roscosmos avviò un'indagine per identificarne la causa e determinare se la navicella fosse sicura per il rientro sulla Terra previsto tre mesi dopo, nel marzo 2023. Ai primi di gennaio Roscosmos decise che la navicella non era sicura per un rientro atmosferico e decise di lanciare una nuova navicella, la Sojuz MS-23, il cui lancio avvenne nel febbraio 2023.
Per evitare di utilizzare una nuova navicella per un solo mese, Roscosmos decise di estendere la missione di Prokop'ev (e di Petelin e Rubio) di ulteriori sei mesi durante Expedition 69. Durante le procedure di avvicinamento alla ISS della Progress MS-22 del 12 febbraio 2023, il Centro di controllo missione di Roscosmos rilevò la presenza di una perdita nel circuito di raffreddamento della Progress MS-21 in quel momento agganciata a Poisk, simile all'incidente avvenuto alla Sojuz MS-22 appena due mesi prima. La Progress MS-21 lasciò la ISS il 17 febbraio dopo aver concluso i suoi quattro mesi di missione; per ottenere immagini migliori del luogo approssimativo della perdita, Prokop'ev e Petelin comandarono a distanza con il sistema di teleoperazioni TORU alla Progress di ruotare su se stessa. Purtroppo le manovre non aiutarono nell'identificazione del luogo della perdita e Roscosmos decise  di non proseguire con ulteriori indagini e far rientrare la navicella in modo distruttivo sulla Terra. Il 26 febbraio attraccò alla ISS la navicella senza equipaggio Sojuz MS-23 che avrebbe sostituito la danneggiata Sojuz MS-22; quest'ultima venne sganciata il 28 marzo dalla ISS. Lo sgancio della Sojuz MS-22 diede inizio all'Expedition 69, anch'essa comandata da Prokop'ev. Il 6 aprile Prokop'ev pilotò la Sojuz MS-23 sganciandola dal modulo Poisk e riattraccandola nel modulo Prichal per permettere le future EVA russe; i cosmonauti in EVA escono da Poisk quindi in caso di emergenza non sarebbe stato possibile per l'equipaggio (Rubio compreso) raggiungere la propria navicella. Il 21 settembre Prokop'ev celebrò un anno di permanenza continuativa nello spazio. Durante l'anno in orbita si occupò dello svolgimento di esperimenti scientifici, manutenzione del Segmento russo anche svolgendo sei attività extraveicolari con Petelin complessivamente di 39 ore e 44 minuti e supervisionando l'arrivo e la partenza di otto navicelle spaziali russe (sia Progress che Sojuz). Fece ritorno sulla Terra il 27 settembre 2023 dopo 371 giorni continuativi nello spazio, accumulando in totale 567 giorni in orbita.

## Vita privata
Prokop'ev è sposato con Ekaterina Prokop'ev (Negreeva) con cui ha avuto una figlia (Anna, 1997) e un figlio (Timofei, 2010). Il fratello minore, Evgenij Prokop'ev, è stato selezionato nel 2018 come candidato cosmonauta del Gruppo 17 di Roscosmos.